# Che carambole ragazzi
Che carambole ragazzi (Üç Kağıtçılar) è un film del 1975 diretto da Natuk Baytan e Ernst Hofbauer.

## Trama
Casanova, Fintotonto e Muscolone sono tre amici che di mestiere fanno i delinquenti. I tre vengono però arrestati. Usciti di prigione, promettono di non commettere più alcun crimine, ma alla proposta di rubare un borsone al Padrino contenente 200 milioni, i tre tornano in gioco cercando di accaparrarsi il bottino. Ognuno per sé.